# راسيل فيليبس
راسيل فيليبس (بالإنجليزية: Russell Phillips) هو سائق سباق أمريكي، ولد في 6 مارس 1969، وتوفي في 6 أكتوبر 1995 بسبب قطع الرأس.